# 锡金小鼠
锡金小鼠（学名：Mus pahari）为鼠科小鼠属的动物。在中国大陆，分布于西藏、广西、贵州、云南、四川等地，一般生活于海拔850-1300米间热带山地雨林和亚热带山地常绿阔叶林。该物种的模式产地在锡金。

## 亚种
- 锡金小鼠指名亚种（学名：Mus pahari pahari），Thomas于1916年命名。在中国大陆，分布于西藏、广西、贵州、云南、四川等地。该物种的模式产地在锡金。[3]